# 로나 패터슨
로나 패터슨(Lorna Patterson, 1956년 7월 1일 ~ )은 미국의 배우, 텔레비전 배우, 성우, 영화배우이다.
휘티어에서 태어났다.

## 영화
- 에어플레인 (1980년)